# Aberu Ayana
Aberu Ayana (17 settembre 2000) è una mezzofondista e maratoneta etiope.

## Palmarès
| Anno | Manifestazione     | Sede  | Evento        | Risultato | Prestazione | Note                          |
| ---- | ------------------ | ----- | ------------- | --------- | ----------- | ----------------------------- |
| 2024 | Giochi Panafricani | Accra | 10000 m piani | 4ª        | 34'45"37    | Miglior prestazione personale |

## Altre competizioni internazionali
2019
- 6ª alla Maratona di Siviglia ( Siviglia) - 2h28'49"
- Bronzo alla Maratona di Copenaghen ( Copenaghen) - 2h34'39"

2021
- 8ª alla Maratona di Praga ( Praga) - 2h28'02"
- 8ª alla Maratona di Parigi ( Parigi) - 2h28'26"

2022
- 6ª alla Maratona di Madrid ( Madrid) - 2h28'26"

2023
- Argento alla Maratona di Siviglia ( Siviglia) - 2h21'54"
- Oro alla Maratona di Lisbona ( Lisbona) - 2h25'06"

2024
- 4ª alla Maratona di Xiamen ( Xiamen) - 2h27'00"